# Шведские ворота (Приекуле)

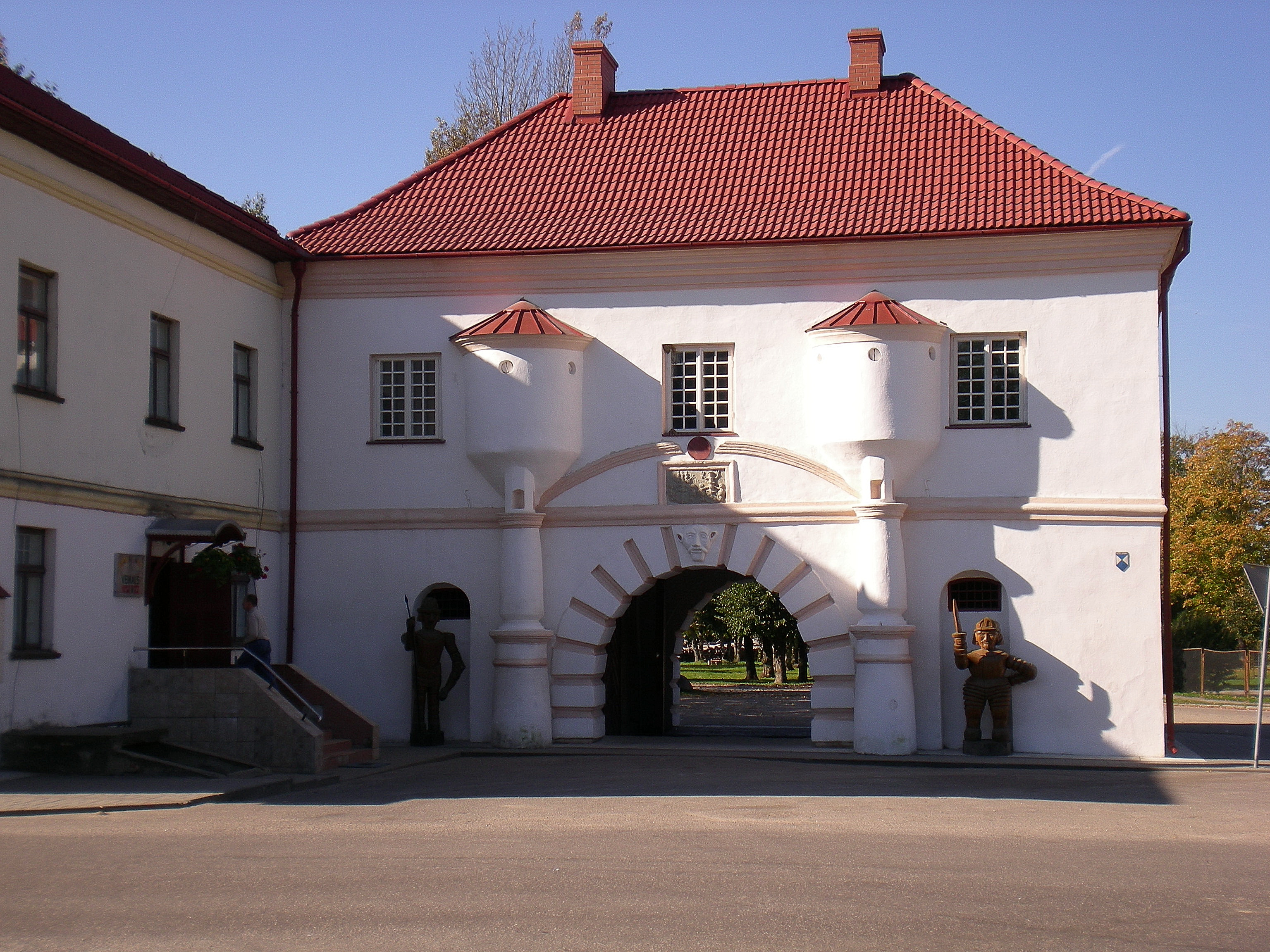
Вид на Шведские ворота. Приекуле, Латвия.

Шведские ворота — сторожевое сооружение при въезде в Приекульское родовое имение Корфов.
Построены в господской усадьбе Корфов в Приекуле в конце XVII века, декоративная отделка завершена в 1688 году. Представляют собой, построенное в стиле раннего барокко, двухэтажное здание с воротами и сквозным проездом, которое ведёт на хозяйственный двор. Имеют статус государственного памятника архитектуры.
Выполнены из сероватого готландского песчаника, украшены двумя изображениями гербов (Корфов и Редернов) и кованной датой 1688. Первоначально использовались для служебного помещения внутреннего караула. Два выступающих на главном фасаде эркера были предназначены для ведения, в случае необходимости, ружейной стрельбы. В сохранившихся нишах находились скульптуры воинов, утраченных после нанесённых во время Второй мировой войны разрушений. Сегодня на их месте стоят стилизованные деревянные фигуры стражников.
В 1952—1954 здание было отреставрировано по проекту архитектора О. Трейгутса.